# Hochepot

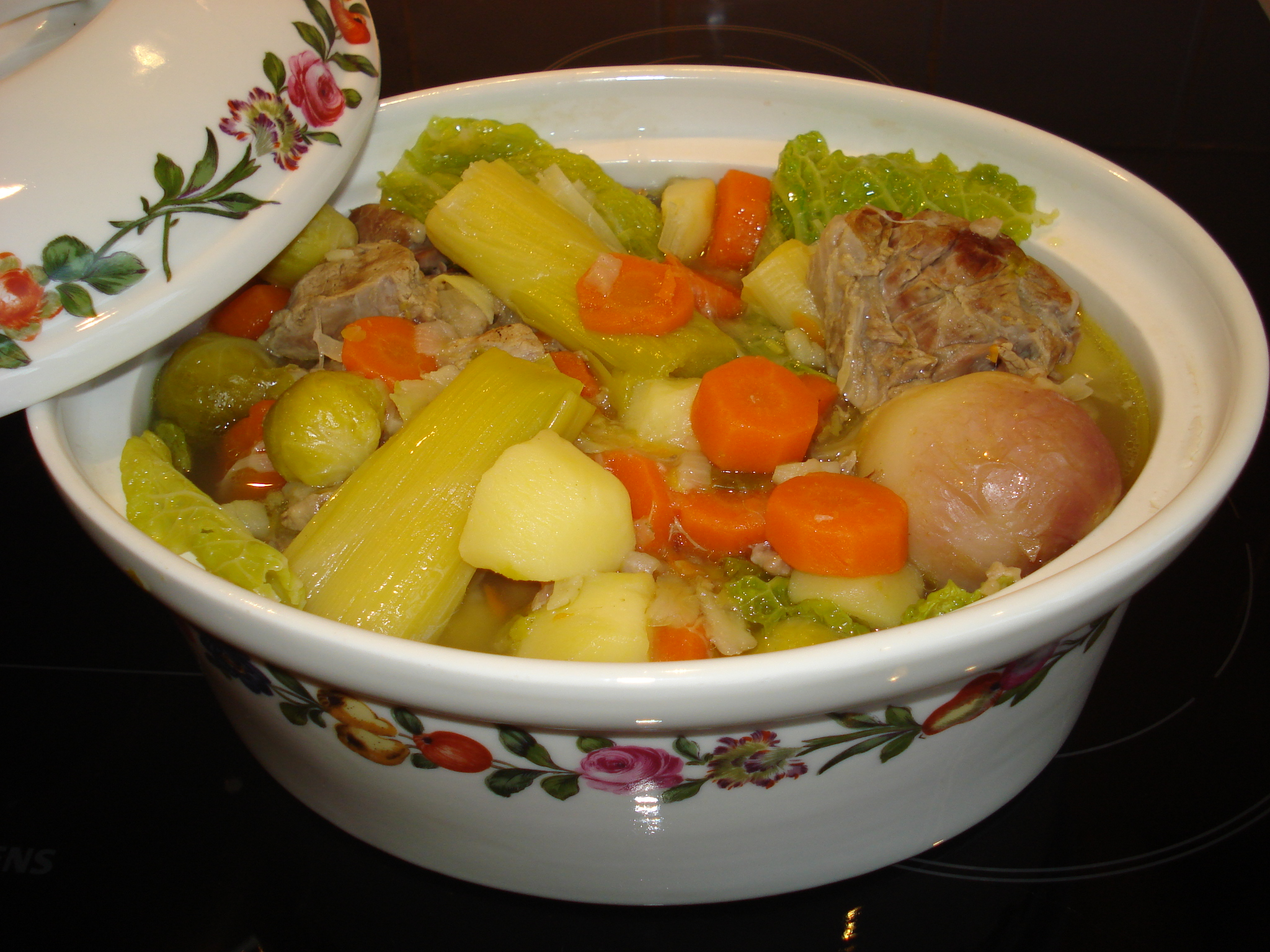
Hochepot listo para ser servido.

El hochepot (francés) o hutsepot (flamenco) es una especialidad gastronómica flamenca de Bélgica y de las regiones francesas del Norte-Paso de Calais y de Picardía. Se trata de un tipo de cocido a base de diversas piezas de carne de ternera (rabo, paleta), cerdo (codillo y oreja), salchicha "para cocer" y a veces cordero, cocidas en agua con un surtido de hortalizas como patatas, zanahorias, puerros, apio, repollo, nabos, judías verdes, cebolla y a veces un puñado de alubias.